# مارک برنت
مارک برنت (انگلیسی: Mark Burnett؛ زادهٔ ۱۷ ژوئیهٔ ۱۹۶۰) تهیه‌کننده تلویزیونی، مدیر اجرایی تولید، تهیه‌کننده فیلم، کارگردان فیلم، و فیلم‌نامه‌نویس اهل بریتانیا است.
وی همچنین برندهٔ جوایزی همچون جوایز امی شده‌است.